# Rättsbok
Rättsbok är ett rättshistoriskt begrepp. Man har i litteraturen brukat beteckna sådana medeltida lagsamlingar som blev stadfästa av en kung för lagböcker i motsats till sådana som ”bara” var sammanställningar av gällande rätt, utförda av en privatperson, och kallas rättsböcker.

Även lagar som inte stadfästes kunde emellertid ha varit noggrant utarbetade; ett tydligt exempel är Magnus Erikssons landslag, som aldrig blev formellt stadfäst eftersom det förelåg  oenighet om kyrkans rättigheter. Av de svenska landskapslagarna blev vad vi vet endast Upplandslagen och Södermannalagen stadfästa, av de danska endast Jyllandslagen.